# Spelletjescafé

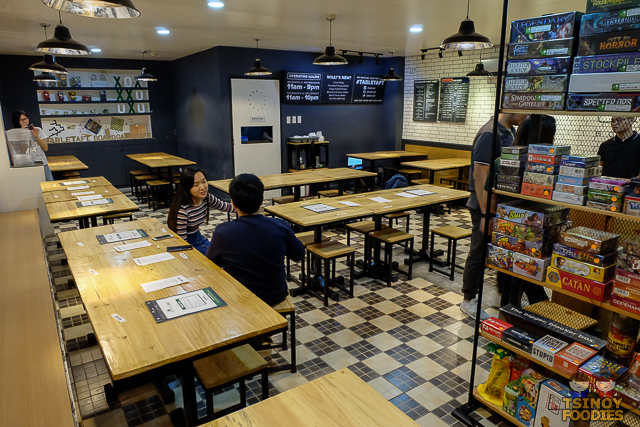
Foto van een spelletjescafé in Manilla, Filipijnen

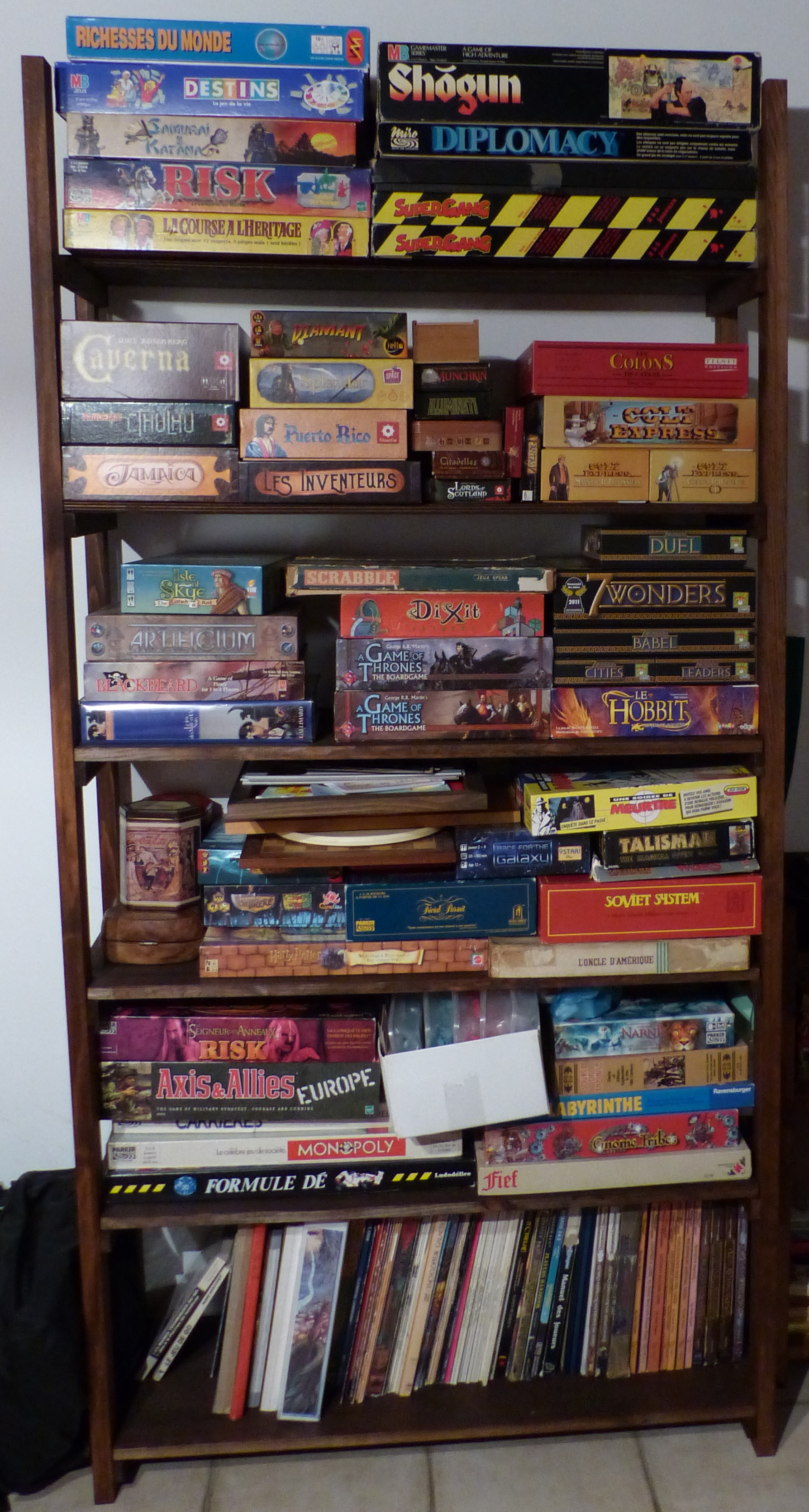
Spelletjescafé's hebben een grote collectie gezelschapsspellen in huis.

Een spelletjescafé is een café of kroeg waar bezoekers gezelschapsspellen spelen.  

## Algemeen
Spelletjescafé's kenmerken zich door een grote collectie bord-, kaart- en partyspellen die door bezoekers gespeeld kunnen worden. Anders dan bij reguliere café's, waar doorgaans ook wel een stok kaarten of dobbelstenen achter de bar liggen, is de gehele bedrijfsvoering van het spelletjescafé gericht op het faciliteren van het spelen van de spellen. Zo zal de muziek doorgaans op gematigd niveau afgespeeld worden en is er bijvoorbeeld geen gelegenheid om te dansen. De tafels zullen groot genoeg zijn voor het spelen van uitgebreide bord- of kaartspellen. 
Een bijzonder type spelletjescafé is het schaakcafé waar de primaire focus ligt op het schaken. Het kaartcafé biedt vooral gelegenheid tot het spelen van kaartspellen. 

## Bekende spelletjescafé's in Nederland
- De Laurierboom, Amsterdam
- De TonTon Club, Amsterdam
- Spelletjescafé 2 Klaveren, Amsterdam
- The Boardgame Cafe, met vestigingen in Haarlem en Den Haag
- Café Mikado, het eerste spelletjescafé in Rotterdam[1] (bestaat niet meer)

## Spelletjescafé in Azië
In Oost-Azië werden spelletjescafé's in de loop van de 21 eeuw populair. De Zuid-Koreaanse hoofdstad Seoul had in 2004 bijvoorbeeld 130 spelletjescafé's. In 2012 waren er in Peking naar schatting 200 café's. Veel spelletjescafé's zijn 24 uur per dag geopend.